# Talkdemonic
Talkdemonic ist ein US-amerikanisches avantgardistisches Instrumental-Soloprojekt des Musikers Kevin O’Connor. Die Band bestand zeitweise aus O’Connor und Lisa Molinaro.

## Geschichte
Talkdemonic wurde von O’Connor im Dezember 2002 gründet, nachdem er von Pullman, Washington nach Portland gezogen ist. Es begann als musikalisches Projekt um seine Obsession mit instrumentalen Hip-Hop und elektronischer Musik auszudrücken. O’Connor hörte in einem lokalen Club das Wort „Talkdemonic“, welches in seinen Augen perfekt für das Projekt passte. Ursprünglich spielte O’Connor Konzerte alleine, mit Molinaros zuvor aufgenommenen Bratschenstücken. Akkordeon, Banjo, Gitarre und Klavier wurden ebenfalls von einem Notebook abgespielt.
Das erste Album, Mutiny Sunshine, wurde im Mai 2004 beim Label Lucky Madison veröffentlicht und wurde innerhalb eines Jahres aufgenommen. Nach ein paar Solokonzerten überzeugte O’Connor Molinaro ein vollständiges Mitglied der Band zu werden.
Talkdemonic erhielt den Titel „Portland's Best New Band 2005“ durch die Willamette Week und ging mit The National und Clap Your Hands Say Yeah im Herbst 2005 auf Tour.
Die meiste Zeit im Jahr 2005 verbrachte die Band mit Konzerten und der Aufnahme von neuen Songs. Sie unterschrieben beim Label Arena Rock Recording Co., bei dem auch ihr zweites Album, Beat Romantic, im März 2006 erschien. Das Album erhielt viele positive Kritiken. Nach der Veröffentlichung ging Talkdemonic mit Quasi, The Walkmen, Scout Niblett und The National auf Tour.
Im Februar 2007 wurden sie im Vereinigten Königreich von One Little Indian unter Vertrag genommen. Das Nebenlabel Tangled Up! veröffentlichte eine erweiterte Version von Beat Romantic in Europa am 17. September 2007. Diese Version enthält ein Cover von Brian Enos Sombre Reptiles und ein Musikvideo für Mountain Cats.
Molinaro ging zudem sechs Monate als Multiinstrumentalistin und Sängerin mit The Decemberists, Ende 2006 bis Anfang 2007 auf Tour.
Ihr drittes Album, Eyes at Half Mast, erschien im September 2008.
Am 4. Oktober 2011 erschien ihr viertes Studioalbum Ruins.
Seit 2022 ist Talkdemonic wieder ein Soloprojekt von O’Connor. Am 28. Oktober 2022 erschien das Studioalbum Various Seasides.

## Diskografie

### Alben
- 2004: Mutiny Sunshine (Lucky Madison)
- 2006: Beat Romantic (Arena Rock Recording Co.)
- 2008: Eyes at Half Mast (Arena Rock Recording Co.)
- 2011: Ruins (Glacial Pace Recordings)
- 2022: Various Seasides (Lucky Madison)

### EPs
- Tour EP (Arena Rock Recording Co., 2005)